# Tal der Blinden Trebel
Tal der Blinden Trebel este o arie protejată (arie specială de conservare — SAC, sit de importanță comunitară — SCI) din Germania întinsă pe o suprafață de 526 ha, integral pe uscat.

## Localizare
Centrul sitului Tal der Blinden Trebel este situat la coordonatele 54°08′12″N 12°48′56″E / 54.1367°N 12.8156°E.

## Înființare
Situl Tal der Blinden Trebel a fost declarat sit de importanță comunitară în decembrie 1999 pentru a proteja 8 specii de animale. Situl a fost protejat și ca arie specială de conservare în august 2016.

## Biodiversitate
Situată în ecoregiunea continentală, aria protejată conține 5 habitate naturale: Lacuri eutrofice naturale cu vegetație de tip Magnopotamion sau Hydrocharition, Cursuri de apă de la nivel de câmpie la nivel montan, cu vegetație Ranunculion fluitantis și Callitricho-Batrachion, Liziere de ierburi înalte hidrofile de câmpie și de nivel montan până la alpin, Mlaștini alcaline, Păduri aluvionare cu Alnus glutinosa și Fraxinus excelsior (Alno-Padion, Alnion incanae, Salicion albae).
La baza desemnării sitului se află mai multe specii protejate:
- mamifere (3): liliac cârn (Barbastella barbastellus), castor (Castor fiber), vidră de râu (Lutra lutra)
- nevertebrate (4): fluturele auriu (Euphydryas aurinia), Vertigo angustior, Vertigo geyeri, Vertigo moulinsiana
- pești (1): zvârluga (Cobitis taenia)